# 三原崔氏民居
三原崔氏民居又名“石槽崔古建”或“崔家大房”，位于中国陕西省咸阳市三原县城关街道政府街29号（石槽崔村），是一处陕西省文物保护单位。
三原崔氏民居建于明代万历年间，相传由一崔姓商人所建。古宅原分三院，现仅存中院，坐南面北，前后五进，占地1235平方米，建筑面积817平方米。结构对称严谨，砖、木、石雕刻细腻传神，用料考究。是咸阳市现存惟一一座明代宅院。1949年后此处为县水利局使用，后为宿舍。
2003年，石槽崔民宅列为县级文物保护单位。2014年6月9日，三原崔氏民居公布为第六批陕西省文物保护单位。